# Ellsworth (Kansas)
Ellsworth település az Amerikai Egyesült Államok Kansas államában, Ellsworth megyében, melynek megyeszékhelye is. Lakosainak száma 3066 fő (2020. április 1.).

## Népesség
A település népességének változása:

| 2010 | 3 120 |
| 2020 | 3 066 |